# En soap
En soap er en dansk film fra 2006. Filmen er instrueret af Pernille Fischer Christensen og har Trine Dyrholm i hovedrollen. Den handler om en kvinde, der efter at have forladt sin kæreste indleder et forhold til sin transseksuelle underbo.
Filmen rummer klare referencer til Godards film Den lille soldat fra 1960 (dog reelt først lanceret i 1963 på grund af fransk censur) herunder ved navnesammenfald med Veronica i En soap og Anne Karina også i rollen som Veronica i Godards film. Videre intertekstuelt sammenfald mellem Den lille soldat i En soap og samme i Godards film.
Lignende sammenfald er der mellem plakaten fra Fagre voksne verden og plakaten til En soap.
En soap vandt en Sølvbjørn samt prisen for bedste film af en debutant på Filmfestivalen i Berlin i 2006 og fik Bodilprisen for bedste danske film i 2007. Trine Dyrholm fik desuden en Bodil for bedste kvindelige hovedrolle.
Filmen er på side 940 i bogen 1001 Film Du Skal Se Før Du Dør

## Medvirkende
- Trine Dyrholm
- David Dencik
- Frank Thiel
- Elsebeth Steentoft
- Christian Tafdrup
- Pauli Ryberg